# Nella plaza de topos
Nella plaza de topos (Mexican Cat Dance) è un film del 1963 diretto da Friz Freleng. È un cortometraggio d'animazione della serie Looney Tunes, uscito negli Stati Uniti il 20 aprile 1963. Il corto riutilizza alcune scene di Attenti al toro. A partire dagli anni 2000 viene distribuito col titolo Scarpe grosse. 

## Trama
In un'arena si svolge una corrida, dove un torero viene inseguito dal toro. Più tardi, mentre gli umani fanno la siesta, un gruppo di topi decide di occupare l'arena per la loro corrida: Speedy Gonzales impersona il torero mentre Silvestro il toro. Speedy gioca quindi a Silvestro alcuni scherzi, facendolo ripetutamente schiantare contro le pareti dell'arena e contro delle incudini. Silvestro allora si vendica lanciando a Speedy un candelotto di dinamite: i due si passano ripetutamente l'ordigno finché il roditore lo ricopre di colla, per poi lanciarlo al felino. Silvestro si ritrova col candelotto incollato a una zampa, che decide di sotterrare. L'esplosione proietta Silvestro in aria, insieme alla zolla di terra circostante. Il gatto tenta poi di inseguire Speedy con dei pattini a reazione, ma mentre cerca di acchiapparlo i pattini vanno fuori controllo e buttano Silvestro fuori dall'arena, per poi seppellirlo nella sabbia del deserto.

## Distribuzione

### Edizione italiana
Il corto fu distribuito in Italia nel 1963 all'interno del programma Silvestro e Gonzales, matti e mattatori, in inglese sottotitolato; fu doppiato nel 1977 in occasione di una riedizione del programma. Negli anni 2000, per la trasmissione televisiva, il corto fu ridoppiato dalla Time Out Cin.ca.

### Edizioni home video

#### VHS
- Silvestro e Gonzales, matti e mattatori, 2ª parte (1985)[3]